# Anders Wihk
Anders Wihk, född 18 februari 1966 i Huddinge församling och uppvuxen i Edane i Värmland, är en svensk jazzpianist, arrangör och producent. Han bor sedan 1988 i Nacka, söder om Stockholm. Som 13-åring gjorde han sin pryo hos Charlie Norman på Hamburger Börs i Stockholm. Efter musikstudier och examen från Berklee College of Music i Boston, har han arbetat som frilansmusiker och producent. 1988 inledde han och sångerskan Lena Maria Klingvall ett samarbete som har tagit dem världen runt. Bland annat har de framträtt i Japans alla 47 landskap. Wihk har producerat och arrangerat alla deras gemensamma CD-produktioner. Deras 15-åriga samarbete har innefattat turnéer i Sverige, Europa, USA, och Asien. Minnesvärda ögonblick är till exempel en privat konsert för Thailands kronprinsessa i palatset och invigningen av Handikapp-OS i Nagano 1998.
Som medmusiker har Anders Wihk oftast haft sin jazztrio bestående av Johan Löfcrantz Ramsey, Kenneth Holmström. 
2011 gjorde Anders arrangemang för jazztrio av Abba-låtar. CDn och turnén 2012 med "Same Tree Different Fruit" tillsammans med Steve Gadd och Svante Henryson, gick från Sverige till Japan och Syd-Korea. 
Wihk har även samarbetat med bland annat Lena Ericsson, Alex Acuña, Larry Carlton, Radiosymfonikerna, Anders Paulsson, André De Lang, Anders Nyberg, Putte Wickman, Jan Allan, Tina Ahlin, Robert Wells, Rigmor Gustafsson, Jack Kelly, Dan Gross, Tom Kanematsu, Rutsuko Fukosawa, Shinoshiro Maeda, Steve Gadd, Mika Yoshida, Eddie Gomez, Richard Stoltzman, Svante Henryson, David Sanborn och Robben Ford.

## Diskografi
- (1991)	Lena Maria & Anders,	Lena Maria & Anders
- (1992)	Live in Japan-92,	Lena Maria & Anders
- (1993)	Jazz of the 90's,	Anders Wihk trio
- (1994)	My Life,	Lena Maria
- (1995)	Amazing Grace/Förunderlig nåd,	Lena Maria
- (1995)	In Heavens's Eyes,  	Rutsuko Fukosawa
- (1995)	En Doft av Himmel,	Seth Olofsson & Anders Wihk
- (1996)	Best Friend,	Lena Maria & Anders Wihk trio
- (1996)	LM & Anders Band- live,	Lena Maria & Anders Wihk trio
- (1997)	Markusevangeliet, 	Roger Storm
- (1998)	Because He Lives/Mitt hjärtas sång,	Lena Maria
- (1998)	Rutsuko Fukosawa,	Rutsuko Fukosawa
- (1999)	Sjung Ut, 	Lena Maria, Anders Wihk mfl
- (2000)	Women of Hope with love,	Lena Maria
- (2000)	A Christmas Present from Lena Maria,	Lena Maria
- (2001)	Heartfilled,	Lena Maria
- (2001)	Lena Maria,	Lena Maria
- (2002)	Every Little Note,	Lena Maria
- (2002)	In your Delight,	Lena Maria
- (2002)	Season of Joy,	Lena Maria
- (2002)	Women of Hope Ps 23,	Lena Maria
- (2002)	Morning Glory,	Tom Kanematsu & Anders Wihk trio
- (2002)	Amazing Roads,	Anders Wihk
- (2003)	Amazing Grace,	Lena Maria
- (2004)	10 år med Lena Maria,	Lena Maria
- (2005)	Jazz Surprise, DVD,	Anders Wihk
- (2007)	Shinochiro Maeda and Anders Wihk,	Shinochiro Maeda
- (2007)	25 Strålande Stjärnor, 	Anders Wihk & 25 strålande stjärnor
- (2008)	Så kan det låta 2, 	Charlotte Wihk
- (2009)	En bergsmans kärlek till livet,	Torsten Börjemalm
- (2010)	Marimba Madness,	Mika Yoshida, Steve Gadd, Eddie Gomez & Anders Wihk
- (2011) - Same Tree Different Fruit, Anders Wihk, Steve Gadd, Svante Henryson